# Hôtel de Bondeville

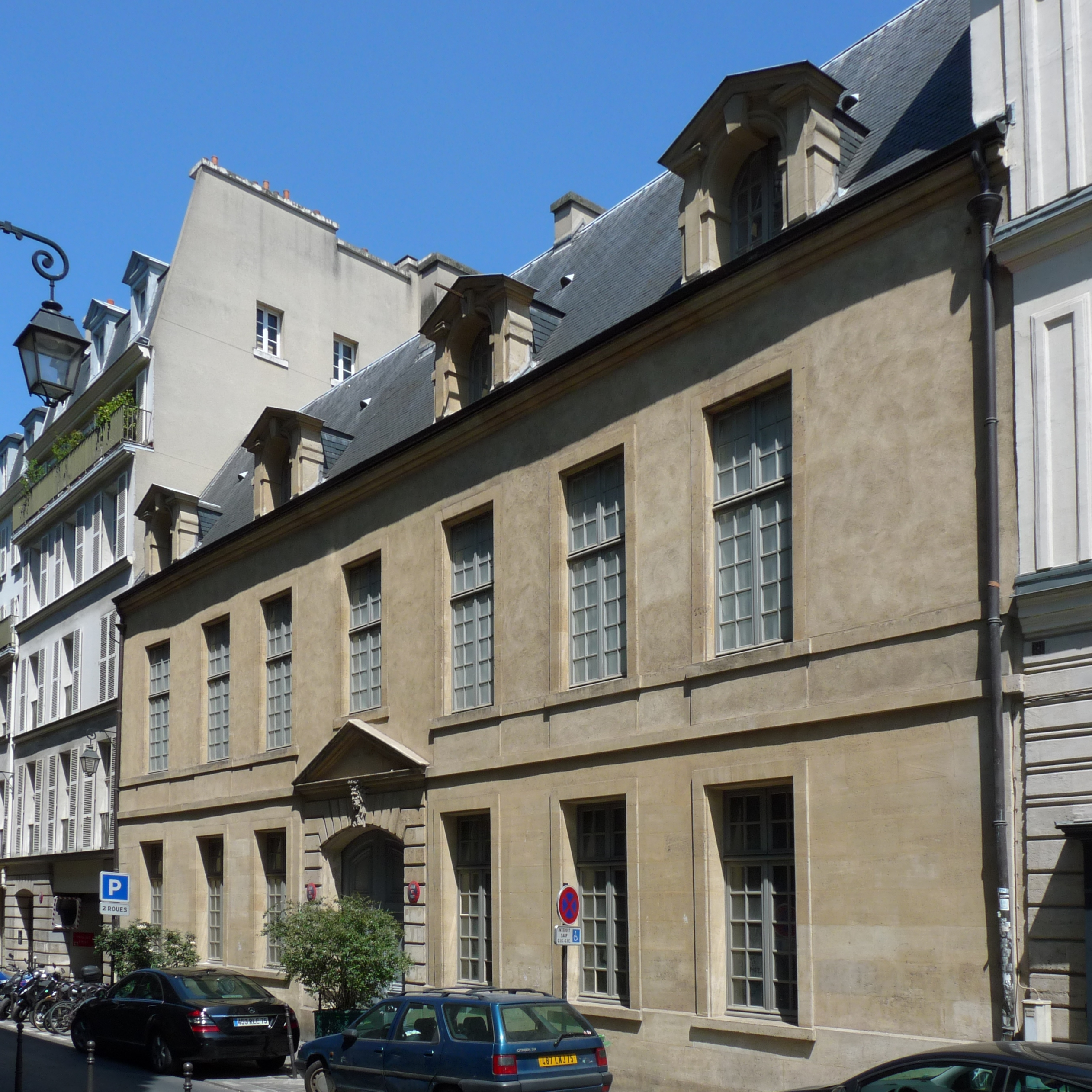
Hôtel de Bondeville in Paris (2011)

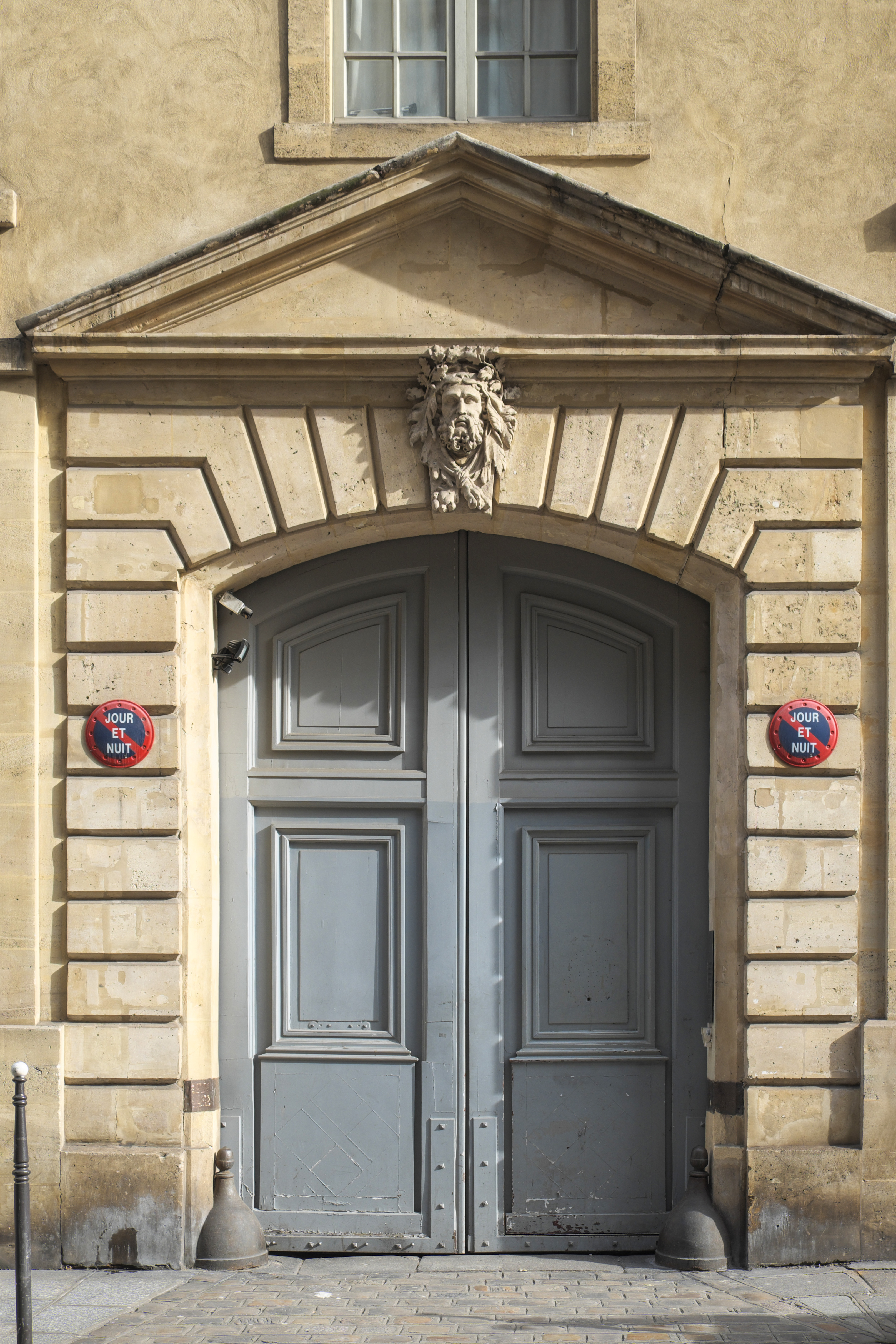
Portal (2020)

Das Hôtel de Bondeville in Paris, der französischen Hauptstadt, ist ein Hôtel particulier im 3. Arrondissement. Im Jahr 1961 wurde der Stadtpalast an der Rue des Haudriettes Nr. 4 als Monument historique in die Liste der Baudenkmäler in Frankreich aufgenommen.
Das Haus aus dem 17. Jahrhundert mit einem Corps de logis zwischen Garten und Hof besitzt zwei Seitenflügel. Das zweigeschossige Gebäude an der Straße schottet den Komplex hermetisch ab.
Beim Umbau in den 1970er Jahren wurden Eigentumswohnungen geschaffen. Die Raumaufteilung wurde stark verändert und von der ursprünglichen Ausstattung ist nahezu nichts mehr erhalten.